# Krzysztof Szydzisz
Krzysztof Szydzisz (ur. 18 lutego 1966) – polski dyrygent, profesor sztuk muzycznych, specjalista z zakresu emisji głosu, muzykolog, menedżer kultury, wykładowca Akademii Muzycznej w Bydgoszczy.

## Życiorys
Jest absolwentem Katolickiego Uniwersytetu Lubelskiego (studia muzykologiczne), Akademii Muzycznej w Poznaniu (wydział wokalno-aktorski) oraz Akademii Muzycznej w Bydgoszczy (dyrygentura chóralna). Ukończył również Podyplomowe Studia Zbiorowej Emisji Głosu na Akademii Muzycznej w Bydgoszczy oraz uczestniczył w specjalistycznych kursach dla dyrygentów w Słowenii, Danii, Austrii, Niemczech, USA, Polsce oraz w Mistrzowskich Kursach Erica Ericsona.
Jest absolwentem Studium Menedżerów Kultury przy Uniwersytecie im. Adama Mickiewicza w Poznaniu, Studiów Podyplomowych z zakresu Zarządzania Szkolnictwem Wyższym na Wydziale Zarządzania i Komunikacji Społecznej Uniwersytetu Jagiellońskiego w Krakowie i Podyplomowego Studium Pedagogiki Specjalnej w zakresie Logopedii Uniwersytetu im. A. Mickiewicza w Poznaniu.
W 1992 roku założył Chór Kameralny Uniwersytetu im. Adama Mickiewicza w Poznaniu. Wraz z zespołem zdobywał nagrody konkursów krajowych i międzynarodowych oraz był wyróżniany jako osobowość artystyczna (m.in. nagrody dla najlepszego dyrygenta Międzynarodowego Festiwalu Pieśni Chóralnej w Międzyzdrojach, Ogólnopolskiego Konkursu Chórów „Legnica Cantat”, Międzynarodowego Konkursu Chóralnego w Busan).
Jego zainteresowania repertuarowe obejmują europejską literaturę chóralną XIX i XX wieku.
Jest profesorem Akademii Muzycznej im. Feliksa Nowowiejskiego w Bydgoszczy, gdzie kieruje tamtejszym Zakładem Emisji Głosu, prowadząc zajęcia m.in. z klasycznego śpiewu solowego, metodyki i teorii śpiewu, anatomii i fizjologii aparatu głosowego oraz mowy zawodowej. Organizuje także cykliczne seminaria i warsztaty z zakresu emisji głosu, logopedii, prowadzenia zespołów wokalnych, tradycji i praktyk wykonawczych muzyki różnych epok.
Jest konsultantem wokalnym polskich i zagranicznych zespołów chóralnych. Prowadzi kursy dla osób zawodowo posługujących się głosem. Jest członkiem jury wielu konkursów chóralnych (m.in. „Legnica Cantat”, „Canti Veris Praga”, „IFAS Pardubice”, „Mundus Cantat Sopot”).
Jest dyrektorem Międzynarodowego Festiwalu Chórów Uniwersyteckich „Universitas Cantat”.
24 lutego 2011 roku odebrał z rąk prezydenta Rzeczypospolitej Polskiej Bronisława Komorowskiego nominację profesorską.
16 grudnia 2021 roku pod dyrekcją prof. Krzysztofa Szydzisza w poznańskim Centrum Szyfrów Enigma odbył się koncert rozproszony "Sub Rosa" z okazji 89 rocznicy złamania szyfru maszyny Enigma, w którym wystąpili studenci Akademii Muzycznej im. Ignacego Jana Paderewskiego oraz Chór Kameralny Uniwersytetu Adama Mickiewicza.

## Nagrody i odznaczenia
Źródło: 
- 1996 – nagroda główna Srebrna Lutnia im. Jerzego Libana z Legnicy XXVII Ogólnopolskiego Turnieju Chórów „Legnica Cantat”
- 1996 – Grand Prix nieoficjalnego Jury XXVII Ogólnopolskiego Turnieju Chórów „Legnica Cantat”
- 1998 – nagroda główna Złota Lutnia im. Jerzego Libana z Legnicy XXIX Ogólnopolskiego Turnieju Chórów „Legnica Cantat” i Puchar Prezydenta RP
- 1998 – nagroda specjalna Dyrektora II Programu Polskiego Radia za szczególne walory brzmieniowe chóru na XXIX Ogólnopolskim Turnieju Chórów „Legnica Cantat”
- 1998 – Grand Prix nieoficjalnego Jury XXIX Ogólnopolskiego Turnieju Chórów „Legnica Cantat”
- 1999 – I miejsce w konkursie „Współczesna Muzyka Chóralna” na XXXIV Międzynarodowym Festiwalu Pieśni Chóralnej w Międzyzdrojach
- 1999 – Grand Prix na VIII Międzynarodowym Festiwalu Chórów Studenckich w Bańskiej Bystrzycy
- 1999 – uhonorowany Medalem Młodej Sztuki
- 2000 – I nagroda w kategorii chórów studenckich XXXI Ogólnopolskiego Turnieju Chórów „Legnica Cantat”
- 2000 – Grand Prix nieoficjalnego Jury XXXI Ogólnopolskiego Turnieju Chórów „Legnica Cantat”
- 2000 – II nagroda na XII Międzynarodowym Festiwalu Chóralnym na Malcie
- 2001 – II nagroda w kategorii chórów mieszanych na XVIII Międzynarodowym Konkursie Chóralnym im. F. Schuberta w Wiedniu
- 2005 – Grand Prix na VIII Międzynarodowych Recitali Chóralnych HORA CANTAVI w Suwałkach
- 2007 – Złoty Medal na Międzynarodowym Konkursie Chóralnym Busan – Korea
- 2007 – nagroda za najlepsze wykonanie utworu obowiązkowego i dla najlepszego dyrygenta Międzynarodowego Konkursu Chóralnego Busan 2007 w Korei
- 2009 – II miejsce w Kategorii chórów młodzieżowych w Międzynarodowym Konkursie Chóralnym Europejskiej Unii Radiowej „Let the Peoples Sing”
- 2012 – laureat Nagrody Marszałka Województwa Wielkopolskiego w dziedzinie kultury[10]
- 2013 – laureat nagrody im. Jerzego Kurczewskiego[11]
- 2014 – Brązowy Krzyż Zasługi